# مكتبة بيدفورد العامة
مكتبة بيدفورد العامة (بالإنجليزية: Bedford Public Library)‏ بنيت عام 1916 في بيدفورد في ولاية آيوا الأمريكية.

## المعمار
صممتها شركة ويذريل آند كيدج بأسلوب معماري خليط بين الاستعماري الجديد وبين النهضة الجديد، وهي مبنية من القرميد، ولها جملون ومدخل بارز في الجانب الطويل للمبنى.

## منحة كارنيغي
وقد منحت مؤسسة كارنيغي في نيويورك منحة مالية للمكتبة مقدارها عشرة آلاف دولار في عام 1907.

## السجل الوطني
وأدرجت في السجل الوطني للأماكن التاريخية عام 1938.